# Memorial del genocidi de Bisesero
El Memorial del genocidi de Bisesero és una construcció situada a prop de Karongi-Kibuye, a la Rwanda Occidental, que commemora el genocidi de Ruanda del 1994, on van morir 40.000 persones. Hi ha un petit centre inacabat. En concret, el memorial és en un turó al poblament petit de Bisesero que és a uns 60 km per carretera de Kibuye, Rwanda.

## Història
El Genocidi de Ruanda va començar l'abril de 1994, quan 40.000 persones van morir a prop de Bisesero. Les víctimes van oferir poca resistència perquè esperaven que les tropes franceses els defensessin, però aquestes tropes es van retirar. Van morir 40.000 ruandesos.
Aquest centre commemoratiu és un de sis centres importants de Ruanda per commemorar el Genocidi de Ruanda. Els altres són el Centre memorial de Kigali, el Memorial del genocidi de Murambi i el Memorial del genocidi de Ntarama i n'hi ha dos més a Nyamata i Nyarubuye.